# Papa Gregori III
Gregori III (? - Roma, 28 de novembre de 741) va ser Papa de l'Església Catòlica entre el 18 de març de 731 i la seva mort, el 741. La seva festa se celebra el 10 de desembre.
Nascut a Síria, va ser elevat pel poble (llavors era el costum) a la cadira pontifícia durant els funerals del papa Gregori II. Se sap molt poc de la seva vida, anterior al pontificat. Era fill d'un sirià anomenat Joan i parlava llatí i grec. Algunes fonts el fan monjo benedictí, i tenia una devoció especial per Crisògon d'Aquileia, que va morir màrtir en temps de Dioclecià.
Va combatre als longobards i als iconoclastes però va morir sense haver erradicat aquesta heretgia. Va guanyar-se, per la seva caritat el sobrenom d'"Amic dels pobres" tot i que va excomunicar l'emperador d'Orient, Lleó III, per heretge iconoclasta i a més el va insultar en diferents cartes tractant-lo de bàrbar i indigne de regnar.
Amb el rei de la Llombardia, Luitprand, va tenir un tracte doble: primer es va fer amic seu perquè no s'apoderés de Roma i perquè li cedís els pobles de la seva província, després va acollir els rebels ducs de Spoleto i de Benevent, per lluitar contra Luitprand. I com que el rei longobard va tractar de venjar-se, Gregori va reconèixer la seva debilitat i va enviar una sèrie d'ambaixadors al duc de França Carles Martell perquè l'ajudés contra Luitprand.
Al llarg del seu pontificat va promoure l'església al nord d'Europa, especialment amb l'establiment de les missions de Bonifaci de Fulda a Germània i a Bohèmia.